# وادي سيبوس
وادي سيبوس، يبلغ طوله 110 كيلومترا يوجد في الشّمال الشّرقي وبالضبط في بلدية مجاز عمار بولاية قالمة وينشأ من التقاء وادي الشارف القادم من قصر السبيحي وبوحمدان القادم من برج صباط ويصب في مدينة عنابة في الحي الشعبي سيبوس. يبلغ طوله 110 كم وهو ثاني أطول واد في الجزائر، ينبع من جبال الأطلس التلي والأطلس الصحراوي، ويصب في مياه المتوسط.
- يصل تدفق مياهه إلى 760 مليون متر3 في السنة، أي 24 متر3/ثانية، حوضه واسع جدا ويصل إلى 5 488 كم2.